# كانتون برن
كانتون برن هو ثاني كانتون من حيث المساحة وعدد السكان في سويسرا يسكنه 947 ألف نسمة معظمهم يتحدث الألمانية وهناك نسبة قليلة تتحدث بالفرنسية. يقع في وسط غرب البلاد وعاصمته مدينة برن. يتكون من 25 مقاطعة منها 22 مقاطعة تتحدث بالألمانية البرنية و 3 تتحدث بالفرنسية.

## المقاطعات
في الأول من كانون الثاني لعام 2010 م، تم دمج الـ26 مقاطعة في 10 مقاطعات جديدة، وهي كالتالي:
- مقاطعة بيرن-ميتيلاند وعاصمتها أوستيرماين
- مقاطعة بيال/بيان وعاصمتها بيال
- مقاطعة إيمينتال وعاصمتها إيمينتال
- مقاطعة فروتيجين-نيديرسيمينتال وعاصمتها فروتيجين
- مقاطعة إنترلاكن-أوبيرهاسلي وعاصمتها إنترلاكن
- مقاطعة جورا بيرنوا وعاصمتها كورتيلاري
- مقاطعة أوبيرارجو وعاصمتها فانجن
- مقاطعة أوبيرسيمينتال سانين وعاصمتها سانين
- مقاطعة سيلاند وعاصمتها آربيرج
- مقاطعة ثون وعاصمتها ثون

## توأمة
لكانتون برن اتفاقيات توأمة مع:
- نارا (17 أبريل 2015 - )